# Quả bóng đá

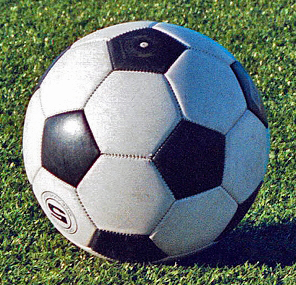
Bóng kiểu Adidas Telstar với hai màu trắng đen đặc trưng

Quả bóng đá là quả bóng được sử dụng trong các trận đấu của môn bóng đá. Hình dạng khối cầu của quả bóng cũng như kích thước, trọng lượng và thành phần vật chất của nó, được quy định bởi Điều 2 của Luật bóng đá được duy trì bởi Hội đồng Hiệp hội Bóng đá Quốc tế (IFAB). Các tiêu chuẩn bổ sung, nghiêm ngặt hơn được quy định bởi FIFA và các cơ quan quản lý cấp dưới đối với các quả bóng được sử dụng trong các giải đấu mà họ quản lý.
Các quả bóng đầu tiên thường được làm bằng bàng quang hoặc dạ dày của động vật. Những quả bóng này dễ bị vỡ ra khi sút quá mạnh. Những cải tiến trở nên khả thi trong thế kỷ 19 với sự ra đời của bóng cao su và những khám phá về lưu hóa của Charles Goodyear. Thiết kế bóng làm từ 32 mảnh ghép nhỏ hiện đại ngày nay được Eigil Nielsen phát triển vào năm 1962, và sự nghiên cứu về công nghệ được tiếp tục đến ngày nay để phát triển quả bóng đá với hiệu suất được cải thiện. Thiết kế bóng gồm 32 mảnh ghép đã sớm được thay thế bằng các quả bóng 24 mảnh cũng như các quả bóng 42 mảnh, cả hai đều cải thiện hiệu suất so với trước đây, được thực hiện từ năm 2007.
Mẫu thiết kế bóng gồm các miếng hình ngũ giác đều cắt ngắn màu đen và trắng xen kẽ là Adidas Telstar được tung ra thị trường, đã trở thành một biểu tượng của môn thể thao này. Nhiều thiết kế khác nhau của quả bóng đã được tạo ra, gồm các khác biệt cả về ngoại hình lẫn đặc điểm vật lý.

## Lịch sử

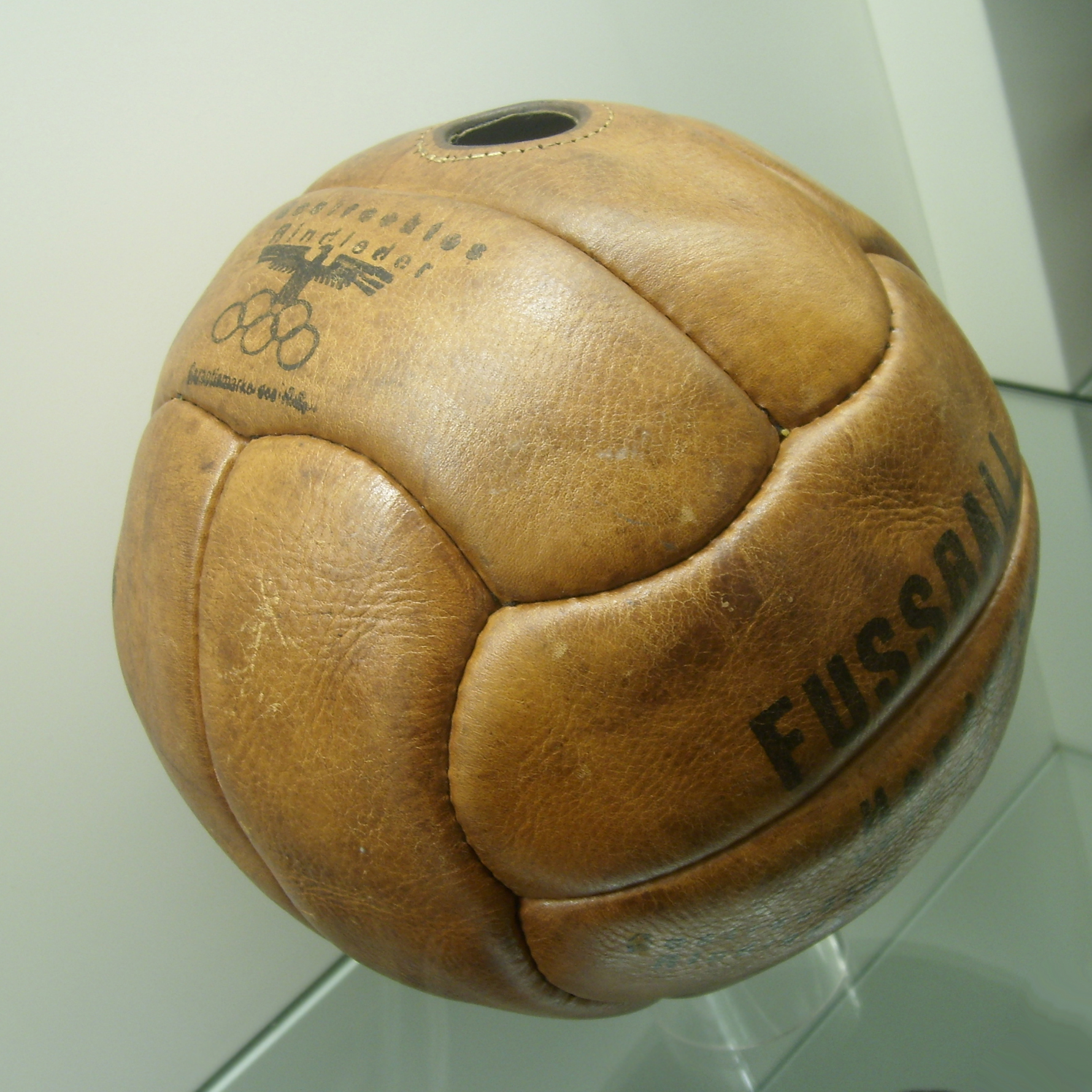
Bóng da sử dụng trong Thế vận hội mùa hè 1936.

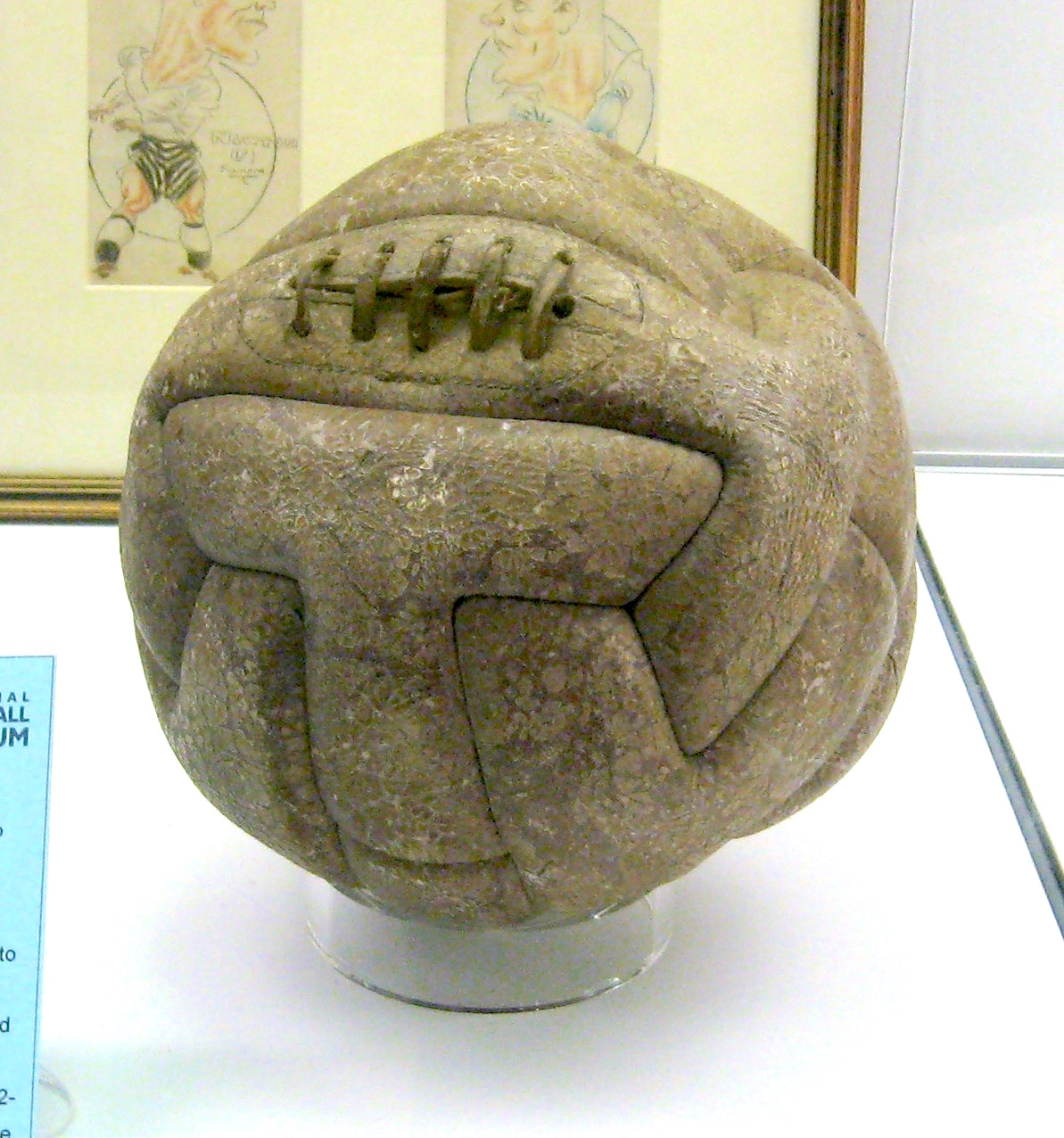
Quả bóng đá thời kỳ đầu (banh da) được sử dụng trong trận chung kết FIFA World Cup 1930

Trong năm 1863, các thông số kỹ thuật đầu tiên cho quả bóng đã được Hiệp hội bóng đá quy định chính thức. Trước đó, quả bóng được làm từ da bị phồng lên, với lớp phủ da bên ngoài để giúp bóng duy trì hình dạng. Năm 1872 các chi tiết kỹ thuật đã được sửa đổi, và các quy tắc này về cơ bản không thay đổi theo quy định của Hội đồng Hiệp hội Bóng đá Quốc tế. Sự khác biệt trong các quả bóng đã được tạo ra kể từ khi quy tắc này có hiệu lực, với các quả bóng được sản xuất với các vật liệu khác nhau được sử dụng một cách sáng tạo.
quả bóng đá đã trải qua một sự thay đổi đáng kể theo thời gian. Trong thời gian trung cổ, quả bóng thường được làm từ vỏ ngoài của da bên trong đổ đầy dăm nút chai. Một phương pháp khác của việc tạo ra một quả bóng là sử dụng bàng quang của động vật ở bên trong quả bóng làm cho nó có thể thổi phồng lên dễ dàng. Tuy nhiên, hai cách tạo quả bóng đá này khiến bóng dễ bị đâm thủng và không đủ bền cho các cú sút mạnh. Mãi cho đến thế kỷ 19 quả bóng đá mới phát triển thành một quả bóng với hình dạng như ngày nay.

### Hiện nay

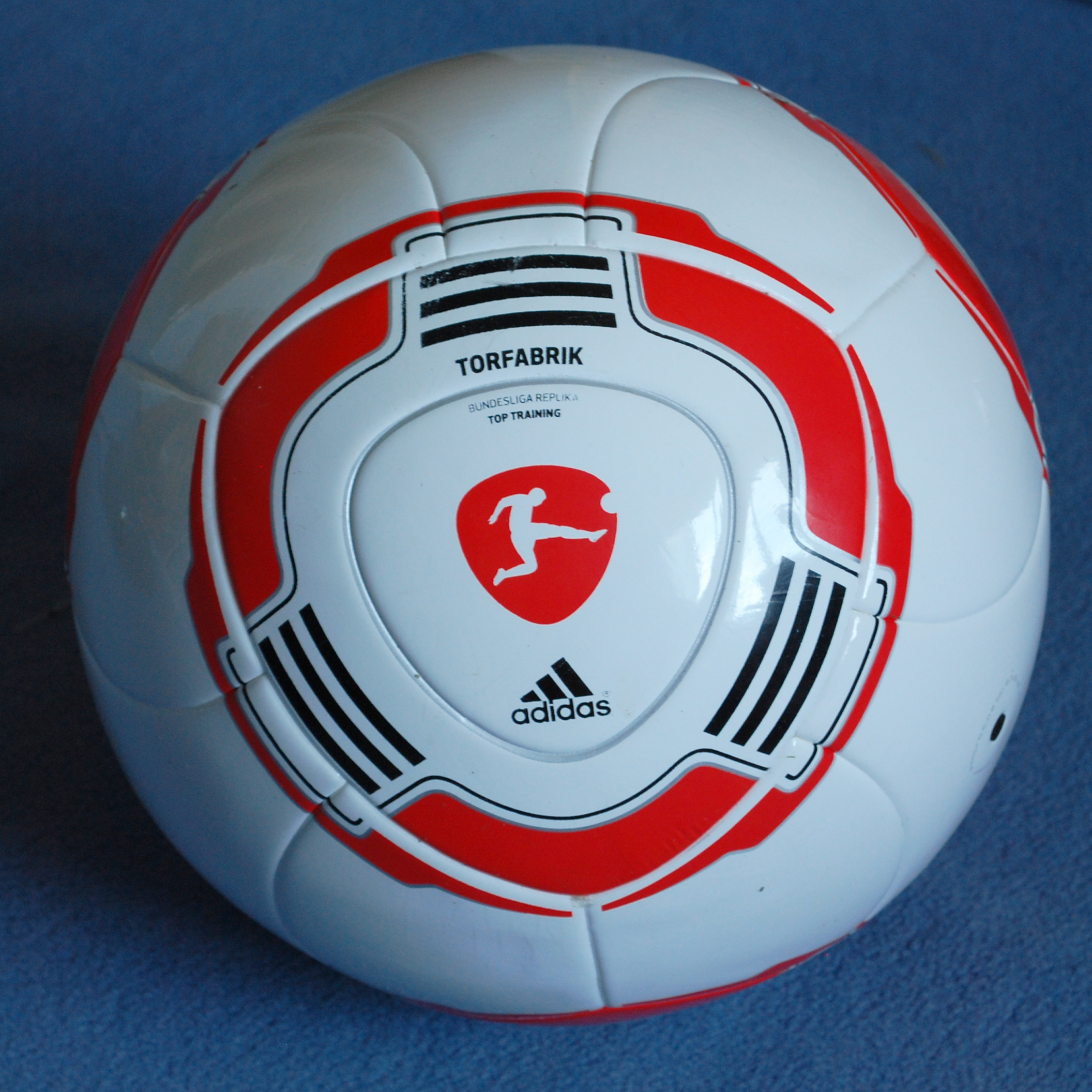
Quả bóng Adidas Torfabrik dùng trong Bundesliga mùa giải năm 2010–2011

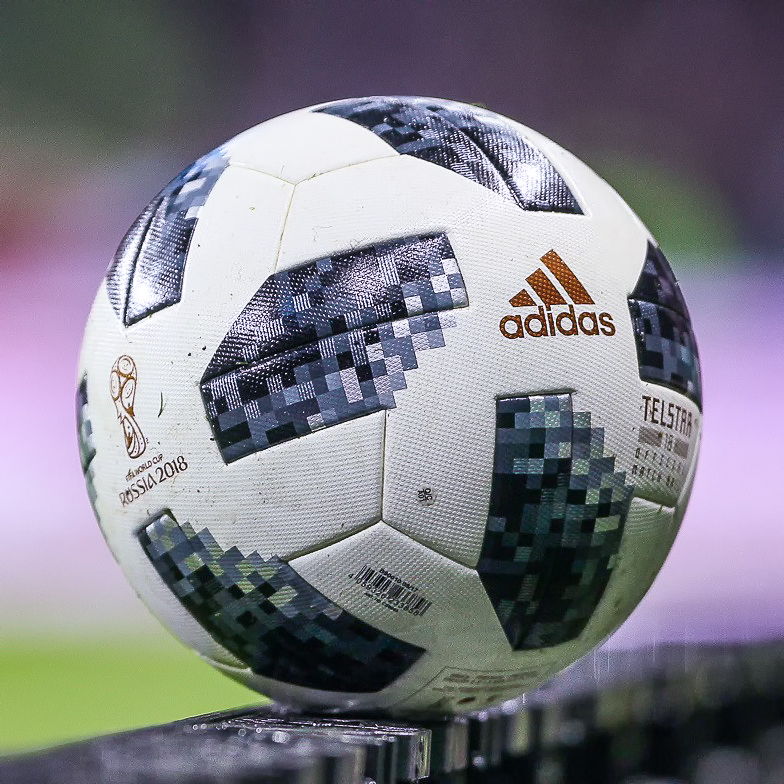
Quả bóng đá Adidas Telstar 18 trong trận đấu giữa Argentina và Nga tại FIFA World Cup 2018

Các nguyên liệu của bóng đá ngày nay được thử nghiệm dựa trên sự biến dạng của bóng đá khi nó được đá vào hoặc khi bóng chạm vào một bề mặt. Hai phong cách bóng đá đã được thử nghiệm bởi Nhóm nghiên cứu công nghệ thể thao của Trường Kỹ thuật cơ khí và sản xuất Wolfson tại Đại học Loughborough; hai mô hình này được gọi là mô hình FE cơ bản và mô hình FE phát triển của bóng đá. Mô hình cơ bản coi quả bóng là một bề mặt hình cầu với các đặc tính vật liệu đẳng hướng. Mô hình phát triển cũng sử dụng các đặc tính vật liệu đẳng hướng nhưng bao gồm một khu vực đường may khâu cứng hơn.

### Sự phát triển trong tương lai
Các công ty như Umbro, Mitre, Adidas, Nike, Select và Puma đang phát triển các loại quả bóng đá làm từ vật liệu mới nhằm tạo ra đường bóng bay chính xác hơn và nhiều lực hơn.

## Kích thước và trọng lượng
- Cỡ 1. Quả bóng cỡ rất nhỏ này được sử dụng để biểu diễn kỹ thuật sắc bén của người chơi. Chúng thường được sử dụng để chơi vui hơn là một quả bóng đá nghiêm túc.
- Cỡ 2. Kích thước này bằng khoảng một nửa quả bóng đá có kích thước tiêu chuẩn. Đó là một lựa chọn tốt để chơi trong không gian nhỏ. Nó cũng là kích thước bóng được khuyến nghị cho trẻ em trong các giải bóng đá có tổ chức ở cấp độ tuổi U4.
- Cỡ 3. Nó được thiết kế hầu hết dành cho trẻ em độ tuổi U9. Nó có cùng tỷ lệ trọng lượng và kích thước so với chân của trẻ em như một quả bóng tiêu chuẩn so với chân người lớn.
- Cỡ 4. Quả bóng này chủ yếu dành cho trẻ em ở các cấp độ tuổi U12-U14. Quả bóng có thể nặng từ 350g - 390g, với chu vi từ 63,5 cm - 66 cm. Nó không bằng kích thước của một quả bóng tiêu chuẩn nhưng nó sẽ giúp nâng cao kỹ năng của các cầu thủ trẻ, đồng thời cỡ bóng này cũng hay được sử dụng trong các trận đấu futsal hay bóng đá mini, chủ yếu là bóng đá 5 người. Trong bóng đá học đường thì bóng cỡ 4 thường được dùng trong các giải đấu cấp tiểu học, trung học cơ sở (nhất là ở Việt Nam.)[7]
- Cỡ 5. Kích thước quy định tiêu chuẩn cho một quả bóng đá dùng cả trong bóng đá chuyên nghiệp. Cả bóng đá nam và nữ từ khoảng 11, 12 tuổi trở lên thường sử dụng kích thước này cho tất cả các trận đấu có tổ chức thường ở cấp tiểu học, trung học và đại học ở các giải đấu bóng đá trong trường học (bóng đá học đường), bóng đá trẻ và bóng đá trưởng thành (từ nghiệp dư đến chuyên nghiệp). Quả bóng nặng từ 410g - 450g, với chu vi từ 68 cm - 70 cm. Trọng lượng của quả bóng phải nằm trong khoảng từ 410g đến 450g (14 đến 16 oz) và được bơm căng với áp suất trong khoảng 0,6 đến 1,1 áp suất khí quyển tiêu chuẩn (8,8 đến 16,2 psi) tại mực nước biển.[7]